# 美丽粉背蕨
美丽粉背蕨（学名：Aleuritopteris speciosa）为中国蕨科粉背蕨属下的一个种。其种加词“speciosa”意为“外表美丽的”。